# Mairena del Aljarafe
Mairena del Aljarafe település Spanyolországban, Sevilla tartományban. Mairena del Aljarafe Almensilla, Bollullos de la Mitación, Bormujos, Tomares, San Juan de Aznalfarache, Gelves és Palomares del Río községekkel határos. Lakosainak száma 47 898 fő (2024).

## Népesség
A település népessége az elmúlt években az alábbi módon változott:
| Lakosok száma | 35 429 | 37 941 | 39 389 | 40 700 | 42 186 | 44 388 | 45 471 | 4999 | 47 161 | 47 898 |
|               | 2001   | 2004   | 2007   | 2009   | 2011   | 2015   | 2017   | 2019 | 2022   | 2024   |